# Eremisopus beei
Eremisopus beei är en kräftdjursart som beskrevs av Wilson och Keable 2002A. Eremisopus beei ingår i släktet Eremisopus och familjen Amphisopidae. Inga underarter finns listade i Catalogue of Life.